# Tic Tac Tales
Tic Tac Tales é uma série de animação infantil, criada para a RTP2 em 2010 pela Bigmoon Studios e distribuida mundialmente pela Panini.

## Sinopse
Tobias, começou a trabalhar na loja de relógios do Mestre Elias e as peripécias começaram a acontecer.
Cada intervenção de Tobias faz o Mestre Elias recordar de várias histórias diferentes para contar.
No TIC TAC TALES, dezoito personagens de desenho animado assumem papéis e participam em histórias infantis para entreter toda a família.

## Elenco
| Ator            | Personagem   |
| --------------- | ------------ |
| Jorge Neto      | Tobias       |
| Valdemar Santos | Mestre Elias |

## Vozes
| Voz             | Personagem                                               |
| --------------- | -------------------------------------------------------- |
| Jorge Neto      | Jack, Xarabim, Ralf                                      |
| Valdemar Santos | Bob, Harry, Larry                                        |
| Inah Santos     | Suzy                                                     |
| Jorge Loureiro  | Mr. D, Prof. Zig, Sam Mopper, Zipalam, Mr. Doom, Hellpig |
| João André      | Bernard                                                  |
| Angela Marques  | Mary Mopper, Erina Vanvil, Mila Vanvil                   |
| Angela Sousa    | Fary Camilla                                             |